# TMEM215
TMEM215 (англ. Transmembrane protein 215) – білок, який кодується однойменним геном, розташованим у людей на короткому плечі 9-ї хромосоми. Довжина поліпептидного ланцюга білка становить 235 амінокислот, а молекулярна маса — 25 806.
| 10         |  | 20         |  | 30         |  | 40         |  | 50         |
| ---------- |  | ---------- |  | ---------- |  | ---------- |  | ---------- |
| MRPDDINPRT |  | GLVVALVSVF |  | LVFGFMFTVS |  | GMKGETLGNI |  | PLLAIGPAIC |
| LPGIAAIALA |  | RKTEGCTKWP |  | ENELLWVRKL |  | PCFRKPKDKE |  | VVELLRTPSD |
| LESGKGSSDE |  | LAKKAGLRGK |  | PPPQSQGEVS |  | VASSINSPTP |  | TEEGECQSLV |
| QNGHQEETSR |  | YLDGYCPSGS |  | SLTYSALDVK |  | CSARDRSECP |  | EPEDSIFFVP |
| QDSIIVCSYK |  | QNSPYDRYCC |  | YINQIQGRWD |  | HETIV      |  |            |

A: Аланін

C: Цистеїн

D: Аспарагінова кислота

E: Глутамінова кислота

F: Фенілаланін

G: Гліцин

H: Гістидин

I: Ізолейцин

K: Лізин

L: Лейцин

M: Метіонін

N: Аспарагін

P: Пролін

Q: Глутамін

R: Аргінін

S: Серин

T: Треонін

V: Валін

W: Триптофан

Локалізований у мембрані.